# Antônio João Vieira Júnior
Antônio João Vieira Júnior (São Francisco do Sul) foi um político brasileiro. Filho de Antônio João Vieira. Foi deputado à Assembleia Legislativa Provincial de Santa Catarina na 26ª legislatura (1886 — 1887), como suplente convocado. Também exerceu o cargo de vereador em Araquari. Foi eleito presidente da Câmara Municipal (1887).